# Джульєтта Марк'ю
Джульєтта Марк'ю (*16 квітня 1980 ) — американська модель, акторка, балерина українського походження.

## Життєпис
Походила з україно-жидівської родини Дуднік. Народилася у 1980 році в Києві (Україна). У 1988 році разом з матір'ю перебралася до США, де мешкала в північних передмістях Чикаго. після шлюбу матері, змінила прізвище на Марк'ю. Вивчаючи загальноосвітні шкільні дисципліни, талановита і цілеспрямована дівчинка під наглядом мами, професійного музиканта, навчалася музики й балету, брала участь у конкурсах, виступала в художніх постановках.
У 1994 році стала моделлю, підписавши угоду з міжнародною агенцією «Еліт», після цього знімалася у рекламі відомих брендів Pepsi, Empress Casino, Christian Dior. Джульєтта ще вчилася в Stevenson High School, коли взяла участь у конкурс краси української громади Чикаго, в якому перемогла.
По закінченню школи агентство Elite запропонувало Джульєтті переїхати спочатку до Маямі, а потім до Парижа, де вона продовжила кар'єру моделі, співпрацюючи з такими відомими фірмами як Guess, Bebe та ін., постійно брала участь в шоу-показах відомих європейських будинків моди. У Парижі Джульєтта почала відвідувати театральну школу. Незабаром стала виступати у театрах Парижа, Амстердама, Гамбурга.
Пізніше вона переїхала до Нью-Йорка, де вона грала у п'єсах. У 2002 році вона переїхала до Лос-Анджелеса і незабаром отримала свою першу роль у кіно. Вона знімалася в картинах разом з уславленими акторами Джеймсом Вудсом, Мері Стюарт Мастерсоном, Марго Кіддером і Розаріо Доусоном.
У фільмі «This Girl's Life» Джульєтта зіграла головну роль і удостоїлася декількох нагород за акторську майстерність, зокрема призу «Краща актриса року» на фестивалі в Лас-Вегасі і призу «Краща актриса року» на Міланському міжнародному кінофестивалі. До 2007 року знялася у 7 кінострічках.
Разом з акторською робою вивчала роботу продюсування, шоу-бізнесу, отримавши бакалаврській ступінь Університету Вілланова в управлінні проектами. Після цього створила власну компанію «Marquis Enterprise». Вона брала участь в продюсуванні і постановці виступу популярного естрадного ансамблю U2 на Паризькому благодійному Гала-концерті. 2008 року з успіхом впоралася з роллю головного імпресаріо шоу за участю Cirque du Soleil на Чемпіонаті США з футболу. Вона була постановником і креативним директором художньої вистави з нагоди урочистого відкриття готелів-люкс «W» і «Mondrian» в Лос-Анджелесі і Феніксі (штат Аризона).
У 2010 році Джульєтта почала співпрацювати з відомою фірмою «Mor Visual Entertainment».

## Фільмографія
- «Життя цієї дівчини» (2003)
- «Курчата з паличками» (2004)
- «Лондон» (2005)
- «В тіні» (2005)
- «Повсталі» (2006)
- «Фобік» (2006)
- «Фантом Любов» (2007)

## Телесеріали
- «Закон і порядок: Спеціальний корпус» (2001 рік)
- «24» (2002 рік)
- «Північний берег» (2004 рік)
- «Темно-синій» (2010 рік)